# Thomas van Leent
Thomas van Leent (Princenhage, 6 december 1807 - Den Bosch, 12 februari 1882) was een Nederlandse kunstschilder en lithograaf. Hij specialiseerde zich in kaarslichtvoorstellingen.

## Biografie
Van Leent volgde zijn opleiding aan de Koninklijke School voor Nuttige en Beeldende Kunsten in Den Bosch en was hier studiegenoot van Jan Hendrik van Grootvelt. Hij leerde het vak van Henricus Turken, Antoon van Bedaff, Pieter  Barbiers en Dominicus Franciscus du Bois.
Hij richtte zich vooral op stillevens, genretaferelen en figuurvoorstellingen en specialiseerde zich in taferelen met kaarslicht. De waardering voor dit genre groeide in de loop van de 19e eeuw, al heeft Van Leent hier niet volledig op weten mee te liften. Schilders die zich hier beter in vestigden waren bijvoorbeeld Petrus van Schendel en ook enigszins zijn studiegenoot Van Grootvelt.
Werk van Van Leent is onder meer te vinden in de collectie van het Breda's Museum.

## Galerij
| Herbergscène bij kaarslicht |  | Interieur bij kaarslicht, 1844, Noordbrabants Museum, Den Bosch |
| Herbergscène bij kaarslicht |  | Interieur bij kaarslicht, 1844, Noordbrabants Museum, Den Bosch |